# Минимальный размер оплаты труда в Литве
Минимальный размер оплаты труда в Литве — это самая низкая ежемесячная и почасовая оплата труда, которую работодатели по закону имеют права выплачивать своим работникам в Литве. Сумма устанавливается литовским правительством. С 1 января 2021 года минимальный размер оплаты труда в Литве составлял 642€ (брутто) и 468.41€ (нетто) в месяц. В 2021 году в Литве около 127 тысяч работников получали минимальную заработную плату, из них около 17 тысяч чел. из бюджетных учреждений. Индекс Кейтца (отношение минимальной зарплаты к средней) по прогнозам в 2021 году составит 48,1 % (в ЕС колеблется от 45 % до 51 %). С 1 января 2022 года минимальный размер оплаты труда в Литве составляет 730€ (брутто) и 533.65€ (нетто) в месяц. С 1 июня 2022 года минимальный размер оплаты труда в Литве составляет 730€ (брутто) и 549.65€ (нетто) в месяц. С 1 января 2023 года минимальный размер оплаты труда в Литве составляет 840€ (брутто) и 633.20€ (нетто) в месяц. С 1 января 2024 года минимальный размер оплаты труда в Литве составляет 924€ (брутто) и 708.42€ (нетто) в месяц. С 1 января 2025 года минимальный размер оплаты труда в Литве составляет 1038€ (брутто) и 777.39 € (нетто) в месяц.
В 1961 году капиталистическими странами Европы была подписана Европейская социальная хартия, в которой было установлено, что минимальная заработная плата должна составлять не менее 68 % от средней заработной платы. В 1996 году это требование было уменьшено до 60 %. Изменённая хартия вступила в силу в 1999 году. Литва ратифицировала Европейскую социальную хартию в 2001 году.
Теневая экономика Литвы выше, чем в других странах Европейского Союза. Так часть сотрудников, которые официально безработные, незаконно работают и незаконно получают пособие по безработице от государства. 

В 2015 году работники получающие минимальный размер оплаты труда составляли 90 000 (около 20 %). Количество занятых неполный рабочий день, получающих меньше минимальной заработной платы (без каких-либо других заявленных доходов), составляло около 150 000. Около 10 000 работников получали меньше минимального размера оплаты труда и не имели другого официального дохода.
Если в 2016 году минимальную заработную плату получали примерно 10 % работающего населения, то в 2017 году этот показатель упал примерно до 3 %. Согласно брутто минимальной почасовой ставке, Литва занимает 21-е место из всех 22 стран Европейского Союза, установивших законодательно минимальный размер оплаты труда; обгоняя только Болгарию (по состоянию на 2018 год).
1 июля 2016 года в Литве соотношение минимальной и средней заработной платы достигло 50 %.
Трехсторонний совет состоящий из представителей, работодателей, работников и правительства, согласился увязать минимальную месячную заработную плату с конкретными экономическими показателями: изменения среднемесячной заработной платы, изменения производительности труда, среднегодовые изменения индекса потребительских цен, рост валового внутреннего продукта, среднегодовой уровень безработицы и другие факторы. Чтобы отделить минимальную месячную заработную плату от политического цикла, в 2017 году предусматривалось, что индекс Кейтца (отношение минимальной зарплаты к средней) должен составлять не менее 45 % и не более 50 %.
С 1 июля 2017 года, после вступления в силу нового Трудового кодекса, минимальная заработная плата может применяться только к неквалифицированной работе (то есть, которая не подпадает под особые требования к квалификации).
С 1 января 2020 года минимальный размер оплаты труда (брутто) вырос на €52 или 9,37 % с €555 до €607 в месяц, почасовая ставка увеличилась на €0.33 или 9,73 % с €3.39 до €3.72. С 1 июля 2020 года минимальный размер оплаты труда (нетто) составляет €447.23 в месяц.
| Минимальный размер оплаты труда | Минимальный размер оплаты труда | Минимальный размер оплаты труда           |
| Год                             | Минимальный размер оплаты трудa | Почасовой минимальный размер оплаты трудa |
| ------------------------------- | ------------------------------- | ----------------------------------------- |
| 01.02.1991 — 01.06.1991         | 100 руб                         | 0.60 руб                                  |
| 01.06.1991 — 01.02.1995         | 255 руб                         | 1.5 руб                                   |
| 01.02.1995 — 01.07.1995         | 100 Lt                          | 0.59 Lt                                   |
| 01.07.1995 — 01.09.1996         | 150 Lt                          | 0.89 Lt                                   |
| 01.09.1996 — 01.02.1997         | 300 Lt                          | 1.76 Lt                                   |
| 01.02.1997 — 01.05.1997         | 330 Lt                          | 1.95 Lt                                   |
| 01.05.1997 — 16.05.1998         | 400 Lt                          | 2.36 Lt                                   |
| 01.06.1998 — 01.09.2003         | 430 Lt                          | 2.53 Lt                                   |
| 01.09.2003 — 01.05.2004         | 450 Lt (124.54 €)               | 2.67 Lt                                   |
| 01.05.2004 — 01.07.2005         | 500 Lt (144.81 €)               | 2.95 Lt                                   |
| 01.07.2005 — 01.04.2006         | 550 Lt (159.29 €)               | 3.28 Lt                                   |
| 01.04.2006 — 01.07.2006         | 550 Lt (159.29 €)               | 3.35 Lt                                   |
| 01.07.2006 — 01.01.2007         | 600 Lt (173.77 €)               | 3.65 Lt                                   |
| 01.01.2007 — 01.07.2007         | 600 Lt (173.77 €)               | 3.66 Lt                                   |
| 01.07.2007- 01.01.2008          | 700 Lt (202.73 €)               | 4.19 Lt                                   |
| 01.01.2008 — 01.08.2012         | 800 Lt (231.7 €)                | 4.85 Lt                                   |
| 01.08.2012 — 01.01.2013         | 850 Lt (246.2 €)                | 5.15 Lt                                   |
| 01.01.2013 — 01.10.2014         | 1000 Lt (289.6 €)               | 6.06 Lt                                   |
| 01.10.2014 — 01.01.2015         | 1035 Lt (300 €)                 | 6.27 Lt (1.82 €)                          |
| 01.01.2015 — 01.07.2015         | 300 €                           | 1.82 €                                    |
| 01.07.2015 — 01.01.2016         | 325 €                           | 1.97 €                                    |
| 01.01.2016 — 01.07.2016         | 350 €                           | 2.13 €                                    |
| 01.07.2016 — 01.01.2018         | 380 €                           | 2.32 €                                    |
| 01.01.2018 — 31.12.2018         | 400 €                           | 2.45 €                                    |
| 01.01.2019 — 31.12.2020         | 555 €                           | 3.39 €                                    |
| 01.01.2020 — 31.12.2020         | 607 €                           | 3.72 €                                    |
| 01.01.2021 — 31.12.2021         | 642 €                           | 3.93 €                                    |
| 01.01.2022 — 31.12.2022         | 730 €                           | 4.47 €                                    |
| 01.01.2023 — 31.12.2023         | 840 €                           | 5.14 €                                    |
| 01.01.2024 — 31.12.2024         | 924 €                           | 5.65 €                                    |
| 01.01.2025 — 31.12.2025         | 1038 €                          | 6.35 €                                    |